# Georyssus
Georyssus är ett släkte av skalbaggar som beskrevs av Pierre André Latreille 1809. I den svenska databasen Dyntaxa används istället namnet Georissus. Enligt Catalogue of Life ingår Georyssus i familjen Georyssidae, men enligt Dyntaxa är tillhörigheten istället familjen slambaggar.
Georyssus är enda släktet i familjen Georyssidae.
Kladogram enligt Catalogue of Life och Dyntaxa:
| Georyssus | \| \| Georyssus californicus \| \| \| \| \| \| Georyssus pusillus \| \| \| \| |
|           | \| \| Georyssus californicus \| \| \| \| \| \| Georyssus pusillus \| \| \| \| |
|           | Georyssus californicus                                                        |
|           |                                                                               |
|           | Georyssus pusillus                                                            |
|           |                                                                               |

## Bildgalleri

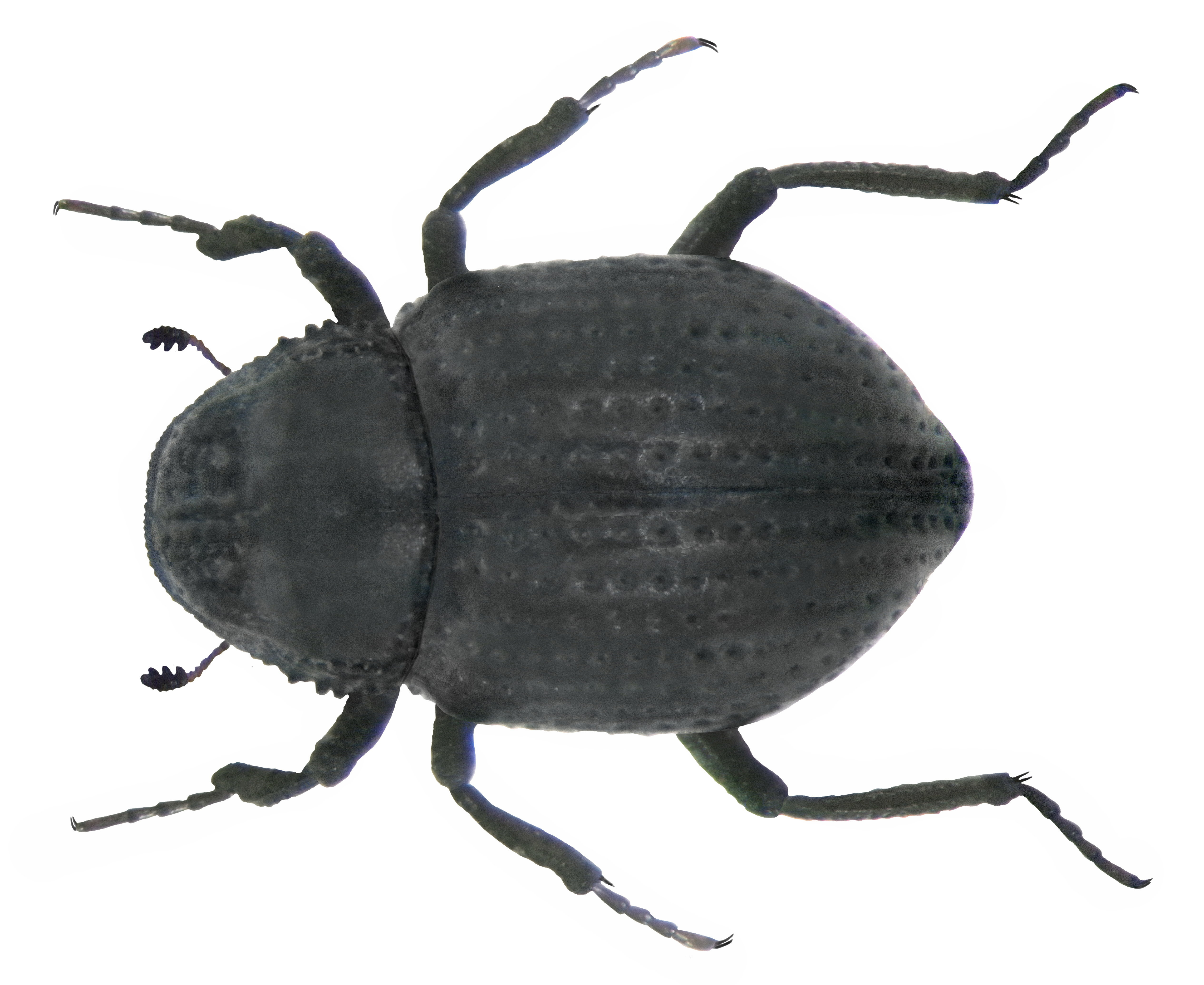